# Ruttkay Károly (honvédtiszt)
Alsó- és felsőruttkai Ruttkay Károly (Abony, 1816. október 21. – Vác, 1848. november 25.) evangélikus magyar honvédfőhadnagy.

## Életútja
A református vallású nemesi származású alsó- és felsőruttkai Ruttkay család sarja. Apja, alsó- és felsőruttkai Ruttkay József (1783–1851), anyja, Zipszer Karolin volt. Öccse, alsó- és felsőruttkai Ruttkay-Nedeczky József (1815–1871), abonyi postamester, akinek a felesége, kossuthi és udvardi Kossuth Lujza (1815–1902) volt, Kossuth Lajos testvére. Unokaöccse, alsó- és felsőruttkai Ruttkay Albert (1842–1888) az amerikai polgárháború őrnagya az unionisták oldalán, vállalkozó volt.
Ruttkay Károly gimnáziumi tanulmányainak befejezése után 1834-től hadfi a 37. gyalog-, 1846-tól főhadnagy a 12. huszárezredben. Gyakorlatilag 1848. október 1-jétől (kinevezése szerint október 3-tól) főhadnagy a 18., majd a 49. honvédzászlóaljnál. Betegség végzett vele. A 19. századi háborúk jellemző tünetei, a katonák közt nemcsak a tűzharc, hanem a betegség is bőven szedi áldozatait. Ruttkay Károly sokakkal együtt a magyar szabadságharc áldozata.
Öccsei, Ruttkay Gábor és Ruttkay Albert még fiatalok voltak a szabadságharc idején, özvegy édesanyjukkal Amerikába emigráltak, ahol az északiak oldalán harcoltak az amerikai polgárháborúban.